# Senna acanthoclada
Senna acanthoclada är en ärtväxtart som först beskrevs av August Heinrich Rudolf Grisebach, och fick sitt nu gällande namn av Howard Samuel Irwin och Rupert Charles Barneby. Senna acanthoclada ingår i släktet sennor, och familjen ärtväxter. Inga underarter finns listade i Catalogue of Life.